# João Ferreira de Almeida
João Ferreira Annes de Almeida (* 1628 in Torre de Tavares, Kreis Mangualde; † 1691 auf Java, Indonesien) war ein portugiesischer Missionar und Übersetzer.
Geboren als Sohn katholischer Eltern, und mit einer katholischen Ausbildung, wendete er sich in späteren Jahren dem Protestantismus zu. Er ging früh als Missionar nach Asien, ins heutige Indonesien.
Weil die Bibel vorher nur in kleinen Teilen ins Portugiesische übersetzt worden war (erstmals das 1. Buch Mose, von D.Dinis im 13. Jh.), und die Messen weiterhin in Latein gehalten wurden, war es Almeidas Übersetzung der weitgehend gesamten Bibel, die erstmals das Buch in der Landessprache verfügbar machte. Almeida arbeitete seit seinem 16. Lebensjahr (1644) an der Übersetzung. Als er 1691 starb, hatte er sie bis auf wenige Teile abgeschlossen. Mit über 1.000 Auflagen und einer geschätzten Gesamtauflage von über 100 Millionen wurde es das am weitesten verbreitete Buch in portugiesischer Sprache. Es trug maßgeblich zur Verbreitung des Portugiesischen bei.
Bei der 2007 vom öffentlich-rechtlichen Fernsehsender RTP veranstalteten Wahl zum „Größten Portugiesen aller Zeiten“ (Os Grandes Portugueses) wurde Almeida auf den 19. Platz gewählt.